# باتريك ديفيل
باتريك ديفيل (بالفرنسية: Patrick Deville) ولد في 14 ديسمبر 1957، وهو كاتب فرنسي. حصل على جائزة فيمينا الأدبية عام 2012.

## روابط خارجية
- باتريك ديفيل على موقع مونزينجر (الألمانية)
- باتريك ديفيل على موقع ديسكوغز (الإنجليزية)